# Internationale Filmfestspiele Berlin 1969
Die Internationalen Filmfestspiele Berlin 1969 fanden vom 25. Juni bis zum 6. Juli 1969 statt.

## Wettbewerb
Im offiziellen Wettbewerb wurden folgende Filme gezeigt:
| Filmtitel                    | Regisseur | Produktionsland              | Darsteller (Auswahl)                                       |
| Aido                         | Susumu Hani | Japan                        |                                                            |
| Asphalt-Cowboy               | John Schlesinger | USA                          | Dustin Hoffman, Jon Voight                                 |
| Die Ballade von Carl-Henning | Lene Grønlykke, Sven Grønlykke                                                                                           | Dänemark                     |                                                            |
| Brasilien im Jahr 2000       | Walter Lima jr. | Brasilien                    |                                                            |
| Danach                       | Richard Lester | Großbritannien               | Rita Tushingham, Ralph Richardson                          |
| Erotissimo                   | Gérard Pirès | Frankreich, Italien          | Annie Girardot, Jean Yanne                                 |
| Die fröhliche Wissenschaft   | Jean-Luc Godard | Frankreich, Deutschland      | Juliet Berto, Jean-Pierre Léaud                            |
| Goopy Gyne Bagha Byne        | Satyajit Ray | Indien                       | Tapen Chattopadhyay, Rabi Ghosh, Santosh Dutta             |
| Grüße                        | Brian De Palma | USA                          | Robert De Niro                                             |
| Höhle der Erinnerungen       | Carlos Saura | Spanien                      | Geraldine Chaplin, Per Oscarsson                           |
| Ich bin ein Elefant, Madame  | Peter Zadek | Deutschland                  | Heinz Baumann, Günther Lüders, Tankred Dorst, Ilja Richter |
| Klabautermänner              | Henning Carlsen | Dänemark, Schweden, Norwegen |                                                            |
| Liebe ist kälter als der Tod | Rainer Werner Fassbinder                                                                                                 | Deutschland                  | Ulli Lommel, Hanna Schygulla                               |
| Liebe und Zorn               | Carlo Lizzani, Pier Paolo Pasolini, Bernardo Bertolucci, Jean-Luc Godard, Marco Bellocchio (Episodenfilm in fünf Teilen) | Italien, Frankreich          | Judith Malina                                              |
| Made in Sweden               | Johan Bergenstråhle | Schweden                     | Max von Sydow                                              |
| Frühe Werke                  | Želimir Žilnik | Jugoslawien                  |                                                            |
| Sein Ruhmestag               | Edoardo Bruno | Italien                      | Carlo Cecchi                                               |
| 2 durch 3 geht nicht         | Peter Hall | Großbritannien               | Rod Steiger, Claire Bloom, Judy Geeson, Peggy Ashcroft     |
| Tiro de gracia               | Ricardo Becher | Argentinien                  |                                                            |
| A Touch of Love              | Waris Hussein | Großbritannien               | Sandy Dennis, Ian McKellen                                 |
| Das verfluchte Haus          | Elio Petri | Italien, Frankreich          | Franco Nero, Vanessa Redgrave                              |

## Internationale Jury
In diesem Jahr hieß der Jury-Präsident Johannes Schaaf. Er stand folgender Jury vor: Francois Chalais (Belgien), José Dominianni (Argentinien), Giovanni Grazzini (Italien), Ulrich Gregor (Deutschland), Agneša Kalinová (Tschechoslowakei), Masaki Kobayashi (Japan), John Russell Taylor (Großbritannien) und Archer Winston (USA).

## Preisträger
- Goldener Bär: Frühe Werke
- Silberne Bären:
  - Brasilien im Jahr 2000
  - Made in Sweden
  - Ich bin ein Elefant, Madame
  - Grüße
  - Das verfluchte Haus

## Weitere Preise
- FIPRESCI-Preis: Für das gesamte jugoslawische Programm des Festival, innerhalb und außerhalb des Wettbewerbes
- Jugendfilmpreis: Frühe Werke
- FIPRESCI-Ehrenpreis für das Lebenswerk: Luis Buñuel